# لیو ژوانون
لیو ژوانون (فرانسوی: Léo Joannon‎؛ ‏ ۲۱ اوت ۱۹۰۴ – ۲۸ مارس ۱۹۶۹) کارگردان فیلم اهل فرانسه بود. وی بین سال‌های ۱۹۳۰ تا ۱۹۶۷ میلادی فعالیت می‌کرد.
از فیلم‌های او می‌توان به کاستا دیوا، آتول کا و زن و بازیچه او اشاره کرد.